# Marcos Acuña
Marcos Javier Acuña (Zapala, 28 ottobre 1991) è un calciatore argentino, difensore o centrocampista del River Plate e della nazionale argentina, con cui è diventato campione del mondo nel 2022 oltre che campione del Sud America nel 2021 e nel 2024.

## Caratteristiche tecniche
Terzino solido, gioca sulla fascia sinistra, è dotato di un'ottima corsa, può giocare come esterno alto sulla fascia sinistra.

## Carriera

### Club
Cresciuto calcisticamente nel Ferro Carril, il 18 luglio 2014 passa al Racing Club, con i quali conquista il titolo nazionale nello stesso anno e colleziona complessivamente 99 presenze segnando diciannove reti in tutte le competizioni.
Il 12 giugno 2017 viene acquistato dallo Sporting CP. Il 6 agosto esordisce da titolare contro il Desportivo Aves, fornendo l'assist dell'1-0 a Gelson Martins. Il 27 gennaio 2018, allo Stadio comunale di Braga, conquista il primo titolo coi bianco-verdi contribuendo alla vittoria finale della Coppa di Lega portoghese, ed entrando nei secondi 45 minuti di gara. Il 25 maggio 2019 conquista la Coppa di Portogallo, in finale col Porto. Il 4 agosto 2019 gioca la sua partita numero 100 con la maglia dello Sporting.
Il 14 settembre 2020 firma un quadriennale per il Siviglia, con il quale vincerà una Europa League nel 2023, vincendo la finale contro la Roma, venendo anche inserito nella formazione ideale della competizione.

### Nazionale
Il 15 novembre 2016 esordisce con la nazionale argentina giocando gli ultimi minuti di partita contro la Colombia, match valido per le Qualificazioni al campionato mondiale di calcio 2018.

## Statistiche

### Presenze e reti nei club
Statistiche aggiornate al 17 agosto 2025.
| Stagione                | Squadra                 | Campionato              | Campionato | Campionato | Coppe nazionali | Coppe nazionali | Coppe nazionali | Coppe continentali | Coppe continentali | Coppe continentali | Altre coppe | Altre coppe | Altre coppe | Totale | Totale |
| Stagione                | Squadra                 | Comp                    | Pres       | Reti       | Comp            | Pres            | Reti            | Comp               | Pres               | Reti               | Comp        | Pres        | Reti        | Pres   | Reti   |
| ----------------------- | ----------------------- | ----------------------- | ---------- | ---------- | --------------- | --------------- | --------------- | ------------------ | ------------------ | ------------------ | ----------- | ----------- | ----------- | ------ | ------ |
| 2010-2011               | Ferro Carril            | PBN                     | 7          | 0          |                 | -               | -               | -                  | -                  | -                  | -           | -           | -           | 7      | 0      |
| 2011-2012               | Ferro Carril            | PBN                     | 31         | 2          | CA              | 1               | 0               | -                  | -                  | -                  | -           | -           | -           | 32     | 2      |
| 2012-2013               | Ferro Carril            | PBN                     | 36         | 1          | CA              | 1               | 0               | -                  | -                  | -                  | -           | -           | -           | 37     | 1      |
| 2013-2014               | Ferro Carril            | PBN                     | 39         | 2          | CA              | 2               | 0               | -                  | -                  | -                  | -           | -           | -           | 41     | 2      |
| Totale Ferro Carril     | Totale Ferro Carril     | Totale Ferro Carril     | 113        | 5          |                 | 4               | 0               |                    | -                  | -                  |             | -           | -           | 117    | 5      |
| 2014                    | Racing Club             | PD                      | 16         | 2          | CA              | 2               | 1               | -                  | -                  | -                  | -           | -           | -           | 18     | 3      |
| 2015                    | Racing Club             | PD                      | 24+3       | 3+1        | CA              | 3               | 0               | CL                 | 9                  | 0                  | -           | -           | -           | 39     | 4      |
| 2016                    | Racing Club             | PD                      | 10         | 1          | CA              | 3               | 1               | CL                 | 10                 | 1                  | -           | -           | -           | 21     | 3      |
| 2016-2017               | Racing Club             | PD                      | 25         | 9          | CA              | 3               | 1               | CS                 | 3                  | 1                  | CB          | 1           | 0           | 31     | 10     |
| Totale Racing Club      | Totale Racing Club      | Totale Racing Club      | 75+3       | 15+1       |                 | 8               | 2               |                    | 22                 | 2                  |             | 1           | 0           | 109    | 20     |
| 2017-2018               | Sporting Lisbona        | PL                      | 31         | 4          | CP+CdL          | 5+5             | 0+1             | UCL+UEL            | 7+6                | 1+0                | -           | -           | -           | 54     | 6      |
| 2018-2019               | Sporting Lisbona        | PL                      | 30         | 1          | CP+CdL          | 5+4             | 0               | UEL                | 6                  | 0                  | -           | -           | -           | 45     | 1      |
| 2019-2020               | Sporting Lisbona        | PL                      | 24         | 2          | CP+CdL          | 1+4             | 0               | UEL                | 6                  | 0                  | ST          | 1           | 0           | 36     | 2      |
| Totale Sporting Lisbona | Totale Sporting Lisbona | Totale Sporting Lisbona | 85         | 7          |                 | 24              | 1               |                    | 25                 | 1                  |             | 1           | 0           | 135    | 9      |
| 2020-2021               | Siviglia                | PD                      | 30         | 1          | CR              | 3               | 0               | UCL                | 4                  | 0                  | SS          | 0           | 0           | 37     | 1      |
| 2021-2022               | Siviglia                | PD                      | 31         | 1          | CR              | 2               | 0               | UCL+UEL            | 5+3                | 0                  | -           | -           | -           | 41     | 1      |
| 2022-2023               | Siviglia                | PD                      | 30         | 3          | CR              | 3               | 0               | UCL+UEL            | 4+8                | 0+0                | -           | -           | -           | 45     | 3      |
| 2023-2024               | Siviglia                | PD                      | 21         | 1          | CR              | 1               | 0               | UCL                | 3                  | 0                  | SU          | 1           | 0           | 26     | 1      |
| Totale Siviglia         | Totale Siviglia         | Totale Siviglia         | 112        | 6          |                 | 9               | 0               |                    | 27                 | 0                  |             | 1           | 0           | 149    | 6      |
| ago.-dic. 2024          | River Plate             | PD                      | 11         | 0          | CA+CdL          | -               | -               | CL                 | 3                  | 0                  | -           | -           | -           | 14     | 0      |
| 2025                    | River Plate             | PD                      | 18+2       | 0+1        | CA              | 1               | 0               | CL                 | 5                  | 0                  | SI+CmC      | 0+3         | 0           | 29     | 1      |
| Totale carriera         | Totale carriera         | Totale carriera         | 419        | 35         |                 | 46              | 3               |                    | 82                 | 3                  |             | 6           | 0           | 553    | 41     |

### Cronologia presenze e reti in nazionale
| Cronologia completa delle presenze e delle reti in nazionale ― Argentina | Cronologia completa delle presenze e delle reti in nazionale ― Argentina | Cronologia completa delle presenze e delle reti in nazionale ― Argentina | Cronologia completa delle presenze e delle reti in nazionale ― Argentina | Cronologia completa delle presenze e delle reti in nazionale ― Argentina | Cronologia completa delle presenze e delle reti in nazionale ― Argentina | Cronologia completa delle presenze e delle reti in nazionale ― Argentina | Cronologia completa delle presenze e delle reti in nazionale ― Argentina |
| Data                                                                     | Città                                                                    | In casa                                                                  | Risultato                                                                | Ospiti                                                                   | Competizione                                                             | Reti                                                                     | Note                                                                     |
| ------------------------------------------------------------------------ | ------------------------------------------------------------------------ | ------------------------------------------------------------------------ | ------------------------------------------------------------------------ | ------------------------------------------------------------------------ | ------------------------------------------------------------------------ | ------------------------------------------------------------------------ | ------------------------------------------------------------------------ |
| 15-11-2016                                                               | San Juan                                                                 | Argentina                                                                | 3 – 0                                                                    | Colombia                                                                 | Qual. Mondiali 2018                                                      | -                                                                        | 85’                                                                      |
| 28-3-2017                                                                | La Paz                                                                   | Bolivia                                                                  | 2 – 0                                                                    | Argentina                                                                | Qual. Mondiali 2018                                                      | -                                                                        | 70’                                                                      |
| 9-6-2017                                                                 | Melbourne                                                                | Brasile                                                                  | 0 – 1                                                                    | Argentina                                                                | Amichevole                                                               | -                                                                        | 90’                                                                      |
| 13-6-2017                                                                | Singapore                                                                | Singapore                                                                | 0 – 6                                                                    | Argentina                                                                | Amichevole                                                               | -                                                                        | 60’                                                                      |
| 31-8-2017                                                                | Montevideo                                                               | Uruguay                                                                  | 0 – 0                                                                    | Argentina                                                                | Qual. Mondiali 2018                                                      | -                                                                        | 61’                                                                      |
| 5-9-2017                                                                 | Buenos Aires                                                             | Argentina                                                                | 1 – 1                                                                    | Venezuela                                                                | Qual. Mondiali 2018                                                      | -                                                                        | 25’                                                                      |
| 5-10-2017                                                                | Buenos Aires                                                             | Argentina                                                                | 0 – 0                                                                    | Perù                                                                     | Qual. Mondiali 2018                                                      | -                                                                        | 90’                                                                      |
| 10-10-2017                                                               | Quito                                                                    | Ecuador                                                                  | 1 – 3                                                                    | Argentina                                                                | Qual. Mondiali 2018                                                      | -                                                                        | 51’                                                                      |
| 27-3-2018                                                                | Madrid                                                                   | Spagna                                                                   | 6 – 1                                                                    | Argentina                                                                | Amichevole                                                               | -                                                                        | 84’                                                                      |
| 29-5-2018                                                                | Buenos Aires                                                             | Argentina                                                                | 4 – 0                                                                    | Haiti                                                                    | Amichevole                                                               | -                                                                        | 71’                                                                      |
| 21-6-2018                                                                | Nižnij Novgorod                                                          | Argentina                                                                | 0 – 3                                                                    | Croazia                                                                  | Mondiali 2018 - 1º turno                                                 | -                                                                        | 87’                                                                      |
| 12-9-2018                                                                | East Rutherford                                                          | Colombia                                                                 | 0 – 0                                                                    | Argentina                                                                | Amichevole                                                               | -                                                                        | 85’                                                                      |
| 11-10-2018                                                               | Riad                                                                     | Iraq                                                                     | 0 – 4                                                                    | Argentina                                                                | Amichevole                                                               | -                                                                        |                                                                          |
| 16-10-2018                                                               | Gedda                                                                    | Brasile                                                                  | 1 – 0                                                                    | Argentina                                                                | Amichevole                                                               | -                                                                        | 82’                                                                      |
| 16-11-2018                                                               | Córdoba                                                                  | Argentina                                                                | 2 – 0                                                                    | Messico                                                                  | Amichevole                                                               | -                                                                        | 89’                                                                      |
| 21-11-2018                                                               | Mendoza                                                                  | Argentina                                                                | 2 – 0                                                                    | Messico                                                                  | Amichevole                                                               | -                                                                        |                                                                          |
| 26-3-2019                                                                | Tangeri                                                                  | Marocco                                                                  | 0 – 1                                                                    | Argentina                                                                | Amichevole                                                               | -                                                                        |                                                                          |
| 8-6-2019                                                                 | San Juan                                                                 | Argentina                                                                | 5 – 1                                                                    | Nicaragua                                                                | Amichevole                                                               | -                                                                        | 62’                                                                      |
| 23-6-2019                                                                | Porto Alegre                                                             | Qatar                                                                    | 0 – 2                                                                    | Argentina                                                                | Coppa America 2019 - 1º turno                                            | -                                                                        | 55’                                                                      |
| 28-6-2019                                                                | Rio de Janeiro                                                           | Venezuela                                                                | 0 – 2                                                                    | Argentina                                                                | Coppa America 2019 - Quarti di finale                                    | -                                                                        | 42’ 69’                                                                  |
| 2-7-2019                                                                 | Belo Horizonte                                                           | Brasile                                                                  | 2 – 0                                                                    | Argentina                                                                | Coppa America 2019 - Semifinale                                          | -                                                                        | 40’ 59’                                                                  |
| 5-9-2019                                                                 | Los Angeles                                                              | Cile                                                                     | 0 – 0                                                                    | Argentina                                                                | Amichevole                                                               | -                                                                        | 75’                                                                      |
| 10-9-2019                                                                | San Antonio                                                              | Argentina                                                                | 4 – 0                                                                    | Messico                                                                  | Amichevole                                                               | -                                                                        | 63’ 77’                                                                  |
| 9-10-2019                                                                | Dortmund                                                                 | Germania                                                                 | 2 – 2                                                                    | Argentina                                                                | Amichevole                                                               | -                                                                        | 46’                                                                      |
| 13-10-2019                                                               | Elche                                                                    | Argentina                                                                | 6 – 1                                                                    | Ecuador                                                                  | Amichevole                                                               | -                                                                        |                                                                          |
| 15-11-2019                                                               | Riyad                                                                    | Brasile                                                                  | 0 – 1                                                                    | Argentina                                                                | Amichevole                                                               | -                                                                        | 59’                                                                      |
| 18-11-2019                                                               | Tel Aviv                                                                 | Argentina                                                                | 2 – 2                                                                    | Uruguay                                                                  | Amichevole                                                               | -                                                                        | 68’                                                                      |
| 8-10-2020                                                                | Buenos Aires                                                             | Argentina                                                                | 1 – 0                                                                    | Ecuador                                                                  | Qual. Mondiali 2022                                                      | -                                                                        | 46’                                                                      |
| 8-6-2021                                                                 | Barranquilla                                                             | Colombia                                                                 | 2 – 2                                                                    | Argentina                                                                | Qual. Mondiali 2022                                                      | -                                                                        |                                                                          |
| 18-6-2021                                                                | Brasilia                                                                 | Argentina                                                                | 1 – 0                                                                    | Uruguay                                                                  | Coppa America 2021 - 1º turno                                            | -                                                                        |                                                                          |
| 28-6-2021                                                                | Cuiabá                                                                   | Bolivia                                                                  | 1 – 4                                                                    | Argentina                                                                | Coppa America 2021 - 1º turno                                            | -                                                                        | 90’                                                                      |
| 3-7-2021                                                                 | Goiânia                                                                  | Argentina                                                                | 3 – 0                                                                    | Ecuador                                                                  | Coppa America 2021 - Quarti di finale                                    | -                                                                        |                                                                          |
| 10-7-2021                                                                | Rio de Janeiro                                                           | Argentina                                                                | 1 – 0                                                                    | Brasile                                                                  | Coppa America 2021 - Finale                                              | -                                                                        | [ 9 ]                                                                    |
| 2-9-2021                                                                 | Caracas                                                                  | Venezuela                                                                | 1 – 3                                                                    | Argentina                                                                | Qual. Mondiali 2022                                                      | -                                                                        |                                                                          |
| 9-9-2021                                                                 | Buenos Aires                                                             | Argentina                                                                | 3 – 0                                                                    | Bolivia                                                                  | Qual. Mondiali 2022                                                      | -                                                                        |                                                                          |
| 7-10-2021                                                                | Asunción                                                                 | Paraguay                                                                 | 0 – 0                                                                    | Argentina                                                                | Qual. Mondiali 2022                                                      | -                                                                        |                                                                          |
| 14-10-2021                                                               | Buenos Aires                                                             | Argentina                                                                | 1 – 0                                                                    | Perù                                                                     | Qual. Mondiali 2022                                                      | -                                                                        |                                                                          |
| 12-11-2021                                                               | Montevideo                                                               | Uruguay                                                                  | 0 – 1                                                                    | Argentina                                                                | Qual. Mondiali 2022                                                      | -                                                                        |                                                                          |
| 16-11-2021                                                               | San Juan                                                                 | Argentina                                                                | 0 – 0                                                                    | Brasile                                                                  | Qual. Mondiali 2022                                                      | -                                                                        | 79’                                                                      |
| 27-1-2022                                                                | Calama                                                                   | Cile                                                                     | 1 – 2                                                                    | Argentina                                                                | Qual. Mondiali 2022                                                      | -                                                                        | 70’                                                                      |
| 1-2-2022                                                                 | Córdoba                                                                  | Argentina                                                                | 1 – 0                                                                    | Colombia                                                                 | Qual. Mondiali 2022                                                      | -                                                                        | 44’                                                                      |
| 5-6-2022                                                                 | Pamplona                                                                 | Argentina                                                                | 5 – 0                                                                    | Estonia                                                                  | Amichevole                                                               | -                                                                        | 73’                                                                      |
| 16-11-2022                                                               | Abu Dhabi                                                                | Emirati Arabi Uniti                                                      | 0 – 5                                                                    | Argentina                                                                | Amichevole                                                               | -                                                                        | 46’                                                                      |
| 22-11-2022                                                               | Lusail                                                                   | Argentina                                                                | 1 – 2                                                                    | Arabia Saudita                                                           | Mondiali 2022 - 1º turno                                                 | -                                                                        | 71’                                                                      |
| 26-11-2022                                                               | Lusail                                                                   | Argentina                                                                | 2 – 0                                                                    | Messico                                                                  | Mondiali 2022 - 1º turno                                                 | -                                                                        |                                                                          |
| 30-11-2022                                                               | Doha                                                                     | Polonia                                                                  | 0 – 2                                                                    | Argentina                                                                | Mondiali 2022 - 1º turno                                                 | -                                                                        | 49’ 59’                                                                  |
| 3-12-2022                                                                | Al Rayyan                                                                | Argentina                                                                | 2 – 1                                                                    | Australia                                                                | Mondiali 2022 - Ottavi di finale                                         | -                                                                        | 72’                                                                      |
| 9-12-2022                                                                | Lusail                                                                   | Paesi Bassi                                                              | 2 – 2 dts (3 – 4 dtr)                                                    | Argentina                                                                | Mondiali 2022 - Quarti di finale                                         | -                                                                        | 43’ 78’                                                                  |
| 18-12-2022                                                               | Lusail                                                                   | Argentina                                                                | 3 – 3 dts (4 – 2 dtr)                                                    | Francia                                                                  | Mondiali 2022 - Finale                                                   | -                                                                        | 64’ 98’                                                                  |
| 23-3-2023                                                                | Buenos Aires                                                             | Argentina                                                                | 2 – 0                                                                    | Panama                                                                   | Amichevole                                                               | -                                                                        | 69’                                                                      |
| 28-3-2023                                                                | Santiago del Estero                                                      | Argentina                                                                | 7 – 0                                                                    | Curaçao                                                                  | Amichevole                                                               | -                                                                        |                                                                          |
| 15-6-2023                                                                | Pechino                                                                  | Argentina                                                                | 2 – 0                                                                    | Australia                                                                | Amichevole                                                               | -                                                                        |                                                                          |
| 19-6-2023                                                                | Giacarta                                                                 | Indonesia                                                                | 0 – 2                                                                    | Argentina                                                                | Amichevole                                                               | -                                                                        | 60’                                                                      |
| 17-10-2023                                                               | Lima                                                                     | Perù                                                                     | 0 – 2                                                                    | Argentina                                                                | Qual. Mondiali 2026                                                      | -                                                                        | 78’                                                                      |
| 16-11-2023                                                               | Buenos Aires                                                             | Argentina                                                                | 0 – 2                                                                    | Uruguay                                                                  | Qual. Mondiali 2026                                                      | -                                                                        | 80’                                                                      |
| 21-11-2023                                                               | Rio de Janeiro                                                           | Brasile                                                                  | 0 – 1                                                                    | Argentina                                                                | Qual. Mondiali 2026                                                      | -                                                                        | 66’                                                                      |
| 9-6-2024                                                                 | Chicago                                                                  | Argentina                                                                | 1 – 0                                                                    | Ecuador                                                                  | Amichevole                                                               | -                                                                        |                                                                          |
| 20-6-2024                                                                | Atlanta                                                                  | Argentina                                                                | 2 – 0                                                                    | Canada                                                                   | Coppa America 2024 - 1º turno                                            | -                                                                        | 89’                                                                      |
| 25-6-2024                                                                | East Rutherford                                                          | Cile                                                                     | 0 – 1                                                                    | Argentina                                                                | Coppa America 2024 - 1º turno                                            | -                                                                        | 83’                                                                      |
| 5-9-2024                                                                 | Buenos Aires                                                             | Argentina                                                                | 3 – 0                                                                    | Cile                                                                     | Qual. Mondiali 2026                                                      | -                                                                        | 79’                                                                      |
| 10-9-2024                                                                | Barranquilla                                                             | Colombia                                                                 | 2 – 1                                                                    | Argentina                                                                | Qual. Mondiali 2026                                                      | -                                                                        | 64’                                                                      |
| Totale                                                                   |                                                                          | Presenze                                                                 | 61                                                                       |                                                                          | Reti                                                                     | 0                                                                        |                                                                          |

## Palmarès

### Club

#### Competizioni nazionali
- Campionato argentino: 1

Racing Club: 2014
- Coppa di Lega portoghese: 2

Sporting CP: 2017-2018, 2018-2019
- Coppa del Portogallo: 1

Sporting Lisbona: 2018-2019

#### Competizioni internazionali
- UEFA Europa League: 1

Siviglia: 2022-2023

### Nazionale
- Coppa America: 2

Brasile 2021, Stati Uniti 2024
- Coppa dei Campioni CONMEBOL-UEFA: 1

Finalissima 2022
- Campionato mondiale: 1

Qatar 2022

### Individuale
- Squadra della stagione della UEFA Europa League: 1

2022-2023